# Le Fossé
Le Fossé település Franciaországban, Seine-Maritime megyében. Lakosainak száma 495 fő (2018. január 1.). Le Fossé La Bellière, La Ferté-Saint-Samson, Forges-les-Eaux, Gaillefontaine, Longmesnil, Mésangueville, Saumont-la-Poterie, Serqueux és Le Thil-Riberpré községekkel határos.

## Népesség
A település népességének változása:
| Lakosok száma | 377  | 303  | 359  | 381  | 451  | 497  | 498  | 496  | 495  |
|               | 1975 | 1982 | 1990 | 1999 | 2008 | 2013 | 2015 | 2017 | 2018 |